# Жути павијан
Жути павијан (лат. Papio cynocephalus) је врста примата (Primates) из породице мајмуна Старог света (Cercopithecidae).

## Распрострањење
Врста је присутна у Анголи, ДР Конгу, Етиопији, Замбији, Кенији, Малавију, Мозамбику, Сомалији и Танзанији.

## Станиште
Жути павијан има станиште на копну.

## Начин живота
Исхрана жутог павијана укључује семе.

## Угроженост
Ова врста није угрожена, и наведена је као последња брига јер има широко распрострањење.

### Популациони тренд
Популација ове врсте је стабилна, судећи по доступним подацима.